# Secondo intercalare
Il secondo intercalare è una correzione del tempo applicata al tempo coordinato universale (UTC) per mantenerlo allineato al giorno solare medio.
L'ente responsabile della sua misura e scansione temporale è l'International Earth Rotation and Reference Systems Service (IERS).

## Quando si applica
| Anno | 30 giugno  | 31 dicembre |
| ---- | ---------- | ----------- |
| 1972 | +1 secondo | +1 secondo  |
| 1973 |            | +1 secondo  |
| 1974 |            | +1 secondo  |
| 1975 |            | +1 secondo  |
| 1976 |            | +1 secondo  |
| 1977 |            | +1 secondo  |
| 1978 |            | +1 secondo  |
| 1979 |            | +1 secondo  |
| 1981 | +1 secondo |             |
| 1982 | +1 secondo |             |
| 1983 | +1 secondo |             |
| 1985 | +1 secondo |             |
| 1987 |            | +1 secondo  |
| 1989 |            | +1 secondo  |
| 1990 |            | +1 secondo  |
| 1992 | +1 secondo |             |
| 1993 | +1 secondo |             |
| 1994 | +1 secondo |             |
| 1995 |            | +1 secondo  |
| 1997 | +1 secondo |             |
| 1998 |            | +1 secondo  |
| 2005 |            | +1 secondo  |
| 2008 |            | +1 secondo  |
| 2012 | +1 secondo |             |
| 2015 | +1 secondo |             |
| 2016 |            | +1 secondo  |

Il secondo intercalare viene applicato quando la differenza (detta DUT1) fra il tempo universale (UT1) e UTC (il tempo degli orologi di riferimento) si avvicina in valore assoluto agli 0,6 secondi, in modo da garantire che la DUT1 rimanga compresa nell'intervallo tra −0,9 e +0,9 secondi.
L'introduzione del secondo intercalare si rese necessaria quando fu ridefinito in maniera univoca nel Sistema internazionale di unità di misura il nuovo campione di unità di tempo come unità indipendente da fenomeni legati ai periodi di rotazione e/o rivoluzione terrestre. La velocità di rotazione terrestre non risulta né costante durante l'anno sidereo (la rotazione accelera durante l'avvicinamento all'afelio mentre decelera avvicinandosi al perielio), né costante e stabile durante il lungo periodo. Le cause della variabilità sul lungo periodo sono molteplici, la principale è l'influenza gravitazionale degli astri celesti. 
Il secondo intercalare è concettualmente analogo al giorno 29 febbraio nell'anno bisestile, il quale si rende necessario per non avere uno sfasamento con gli orologi astronomici (basati sul tempo universale, ossia dipendenti dall'alternanza giorno-notte, per la definizione di giorno solare e basati sugli equinozi e solstizi, per la definizione di anno tropico). È quindi necessario sincronizzare gli orologi atomici, il cui secondo risulta indipendente dai periodi di rotazione/rivoluzione terrestre, con gli orologi dipendenti dai fenomeni astronomici. Per ottenere ciò viene introdotto il secondo intercalare ogni qual volta lo scarto esca dall'intervallo predefinito. Poiché la frequenza di rotazione della Terra non è predicibile sul lungo periodo, non esiste una regola fissa per determinare quando sarà necessario introdurre il prossimo secondo intercalare, ma statisticamente questi aggiustamenti si sono resi necessari circa ogni 18 mesi.
Il secondo intercalare venne introdotto per la prima volta il 30 giugno 1972, mentre l'ultimo è stato aggiunto il 31 dicembre 2016. Il periodo più lungo senza aggiustamenti è quello attuale, dal 2016, che ha superato quello tra il 1999 e il 2005. Secondo la convenzione le modifiche devono essere applicate il 30 giugno o il 31 dicembre, dopo le 23:59:59 UTC del giorno stabilito. Tuttavia l'orario locale in cui la modifica diviene effettiva cambia nei paesi che adottano un fuso orario diverso da quello di Greenwich; in particolare nei paesi la cui ora è in anticipo su quella del fuso orario principale (come accade in Italia), il secondo intercalare viene a cadere nel giorno successivo (1º luglio o 1º gennaio).